# Čestice (okres Strakonice)
Čestice (dříve Češtice, název je hojně používán dodnes) jsou městys v okrese Strakonice v Jihočeském kraji. Leží zhruba šest kilometrů západně od Volyně a necelých třináct kilometrů jihozápadně od Strakonic, v povodí potoka Peklov. Žije zde 907 obyvatel.

## Historie
Nejstarší dochovaná zpráva o městysi pochází z roku 1243. Od 10. října 2006 byl obci vrácen status městyse.
V druhé polovině 19. století na zdejší faře působil vlastenecký český kněz Matěj Kubíček, zároveň dlouhodobý poslanec Českého zemského sněmu.

## Obyvatelstvo
| Rok            | 1869  | 1880  | 1890  | 1900  | 1910  | 1921  | 1930  | 1950  | 1961  | 1970  | 1980  | 1991 | 2001 | 2011 | 2021 |
| -------------- | ----- | ----- | ----- | ----- | ----- | ----- | ----- | ----- | ----- | ----- | ----- | ---- | ---- | ---- | ---- |
| Počet obyvatel | 1 868 | 1 884 | 1 907 | 1 889 | 1 929 | 1 891 | 1 745 | 1 288 | 1 281 | 1 178 | 1 115 | 992  | 952  | 893  | 895  |
| Počet domů     | 285   | 310   | 319   | 325   | 326   | 324   | 331   | 346   | 330   | 317   | 297   | 365  | 392  | 416  | 437  |

## Správa městyse

### Místní části
Městys Čestice se skládá ze sedmi částí na osmi katastrálních územích.
- Čestice (i název k. ú.)
- Doubravice u Volyně (i název k. ú.)
- Krušlov (i název k. ú.)
- Nahořany (k. ú. Nahořany u Čkyně)
- Nuzín (i název k. ú.)
- Radešov (k. ú. Radešov u Čestic)
- Střídka (i název k. ú.)

Dále k obci, konkrétně její části Doubravice u Volyně patří katastrální území Počátky u Volyně, ve kterém leží osady Počátky a Prkošín.
Od 1. ledna 1974 do 23. listopadu 1990 k městysi patřily i Němčice, od 1. července 1975 do 23. listopadu 1990 Vacovice a od 1. dubna 1976 do 23. listopadu 1990 také Zahorčice.

### Symboly městyse
Vlajka byla městysi udělena rozhodnutím předsedy Poslanecké sněmovny Parlamentu České republiky dne 11. května 2006.

## Pamětihodnosti a zajímavosti
- Románský kostel Umučení svatého Jana Křtitele z počátku 13. století s raně gotickou přestavbou východní části.
- Raně barokní zámek z první poloviny 17. století
- Na zalesněném návrší nad městysem stojí Kalvárie sestávající z šesti staveb, které roku 1821 nechala postavit hraběnka Reyová jako projev díků za své uzdravení. Za Kalvárií se nachází poustevna – šindelem pokrytá chaloupka s malou věžičkou a s freskou starého poustevníka. Byla postavena též roku 1821. Součástí poutního místa je také křížová cesta.
- Na západ od městyse (nedaleko Kalvárie) byla roku 1999 postavena telekomunikační věž, která slouží také jako rozhledna[13]
- Hrobka rodu Dlauhoweských z Dlouhévsi na hřbitově

## Osobnosti
- Jaroslav Cuhra (1904–1974), architekt, politik, politický vězeň

## Galerie

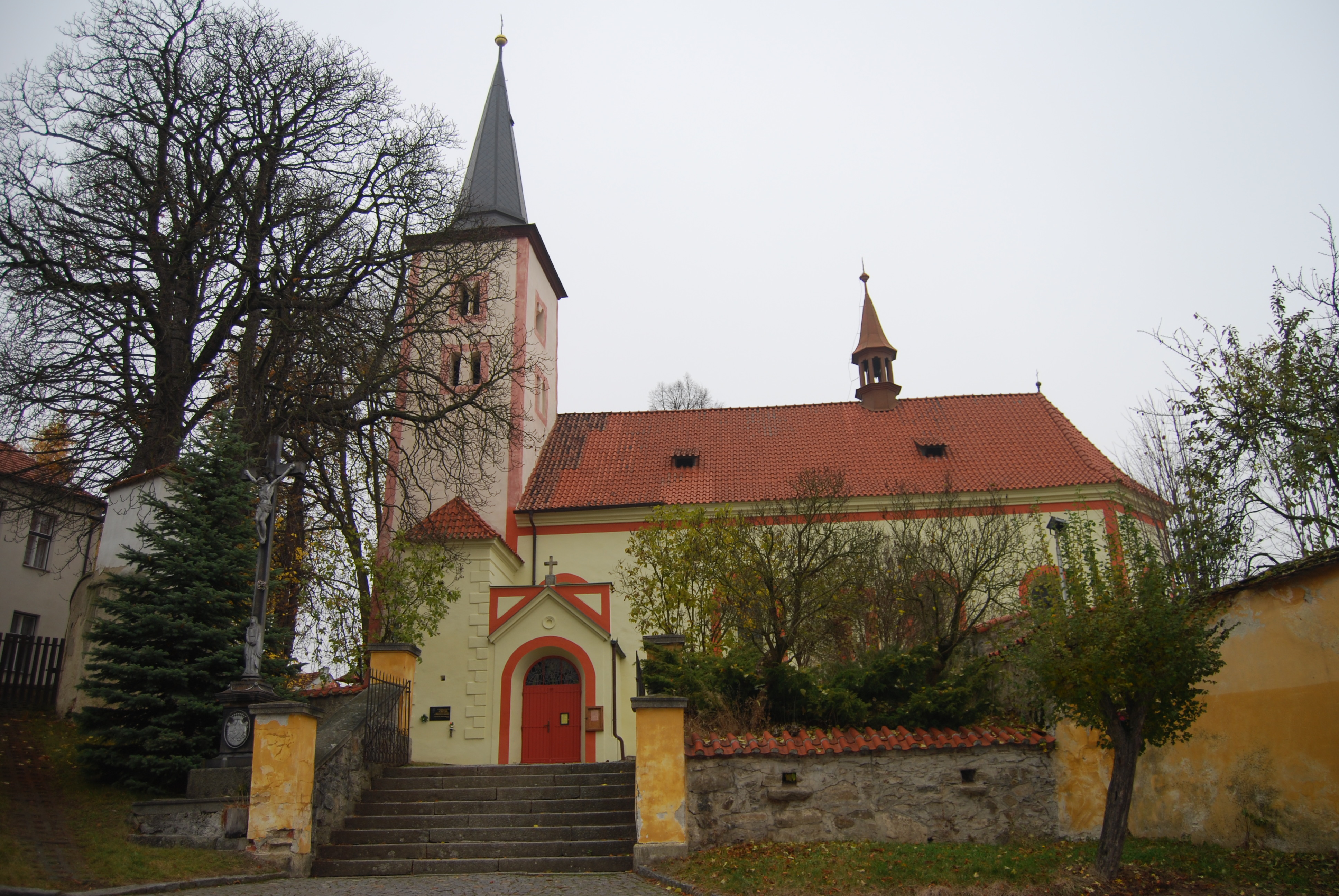
Kostel Stětí svatého Jana Ktřitele
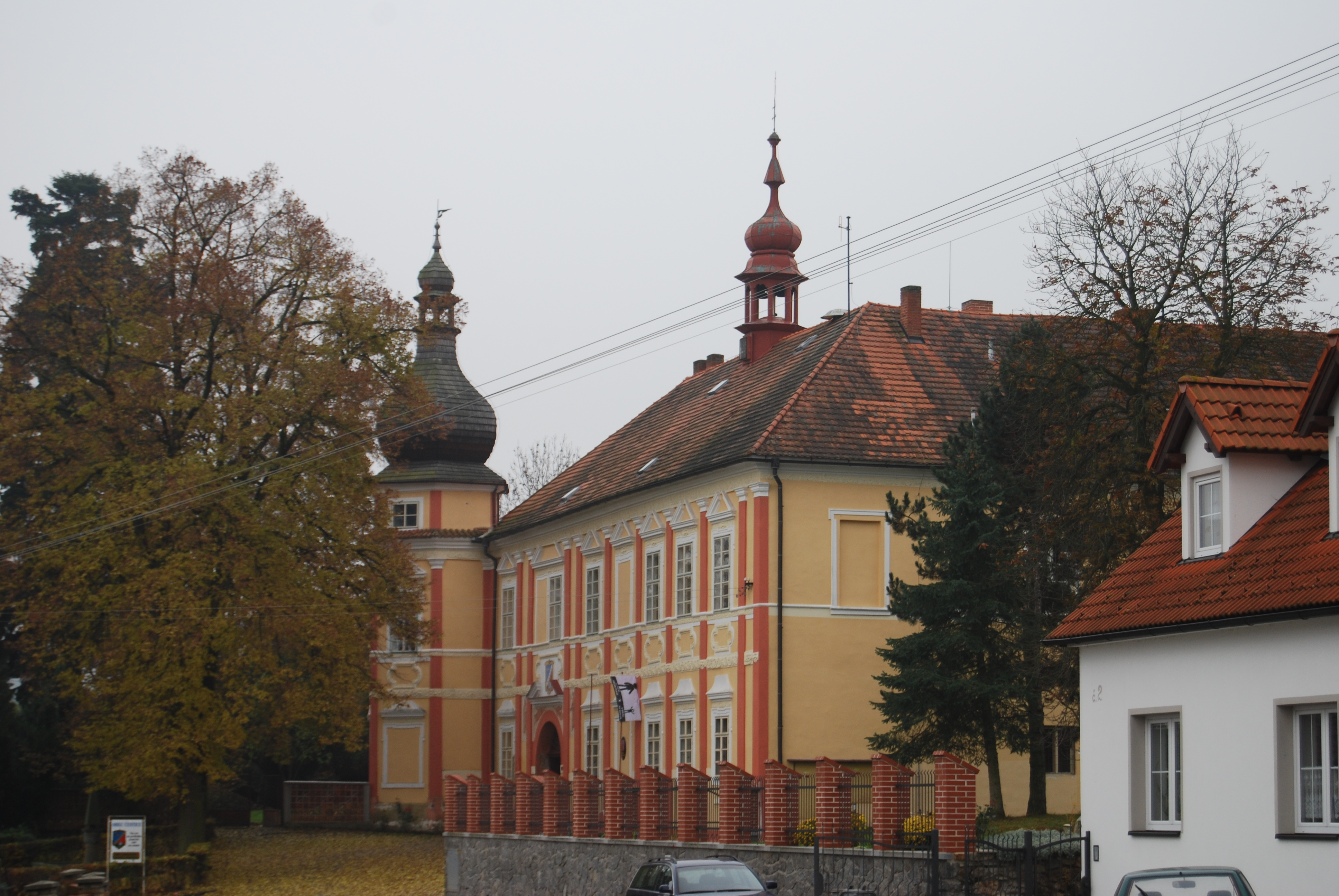
Zámek
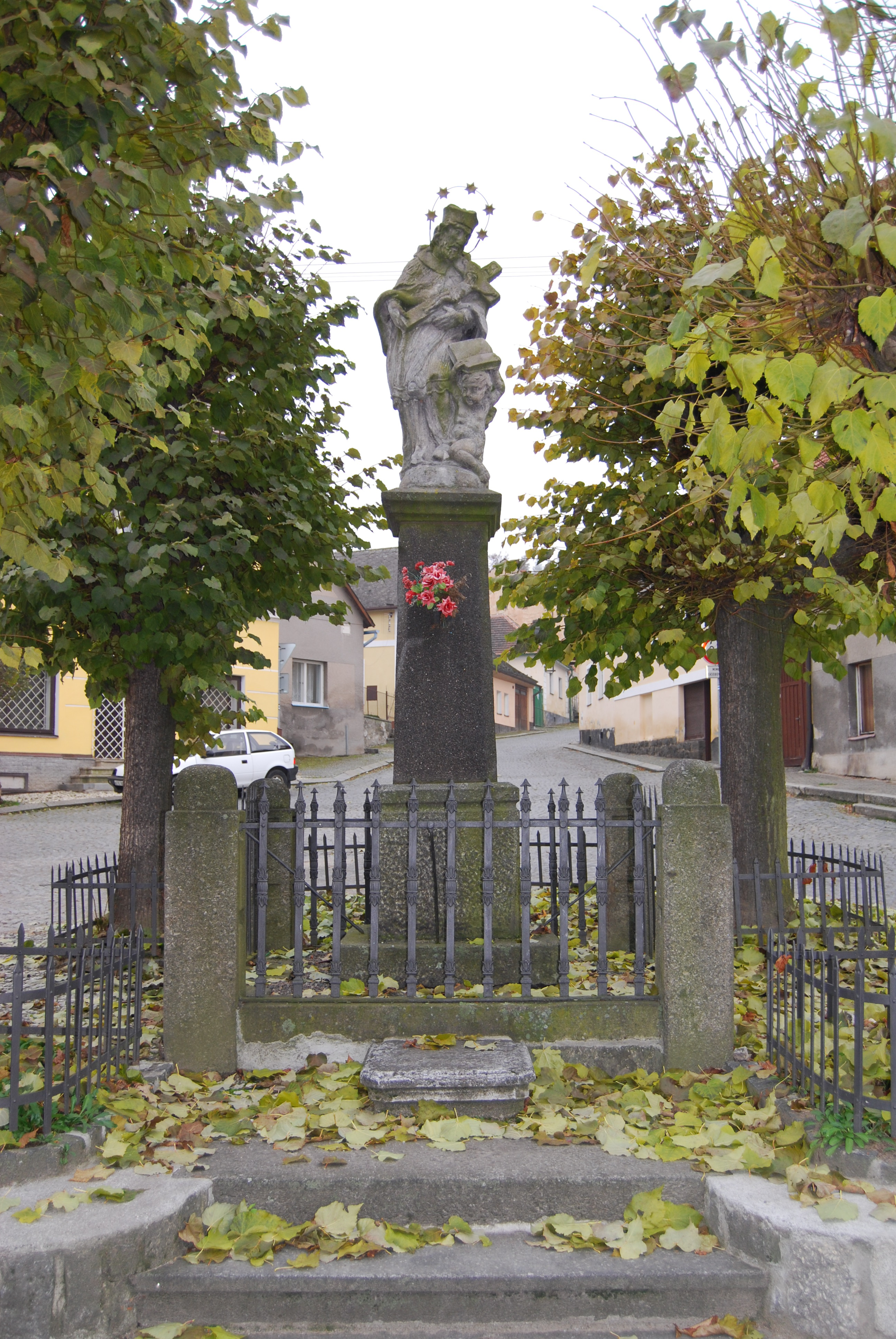
Morový sloup na náměstí
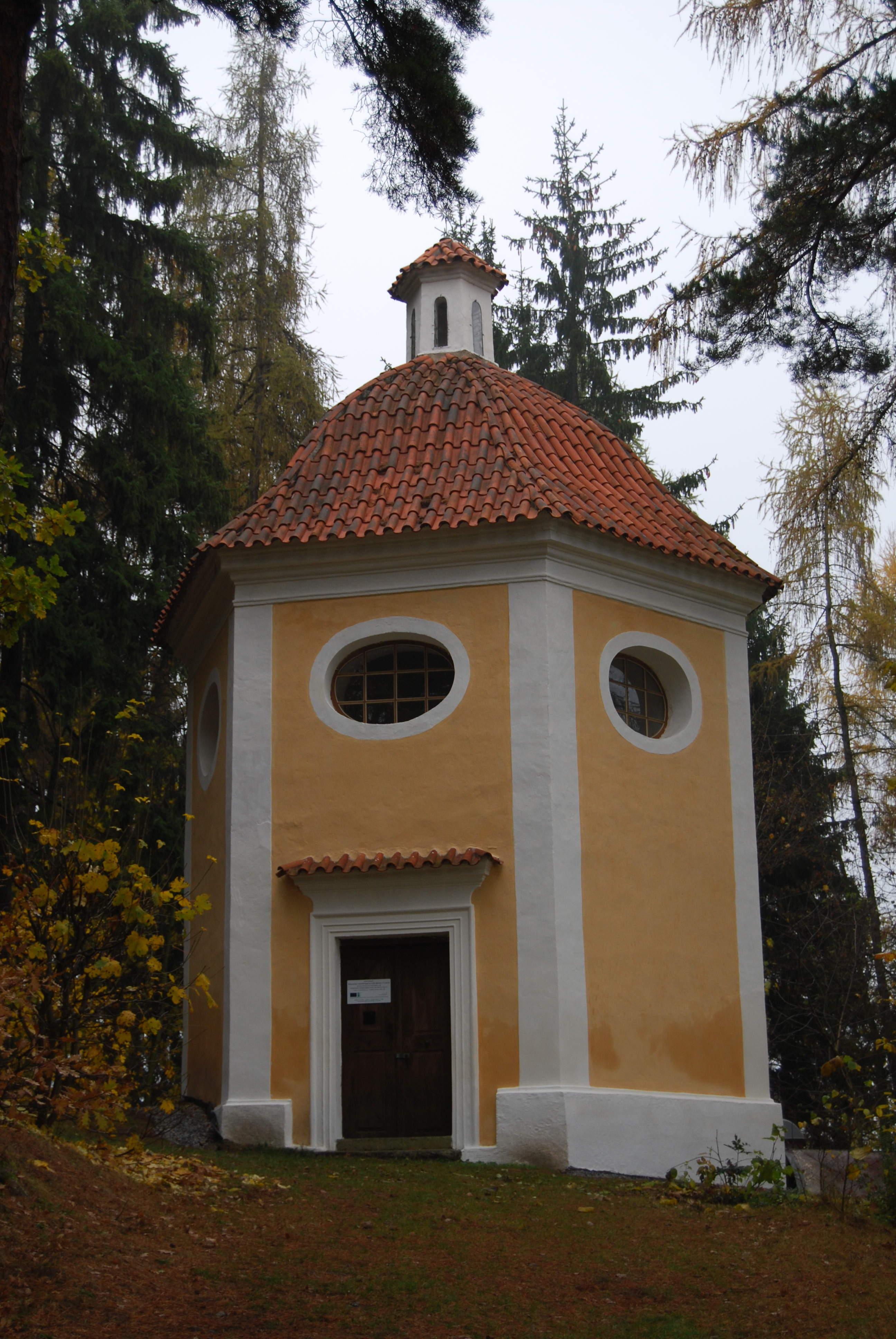
Kaple Matky Boží na přístupové cestě ke Kalvárii
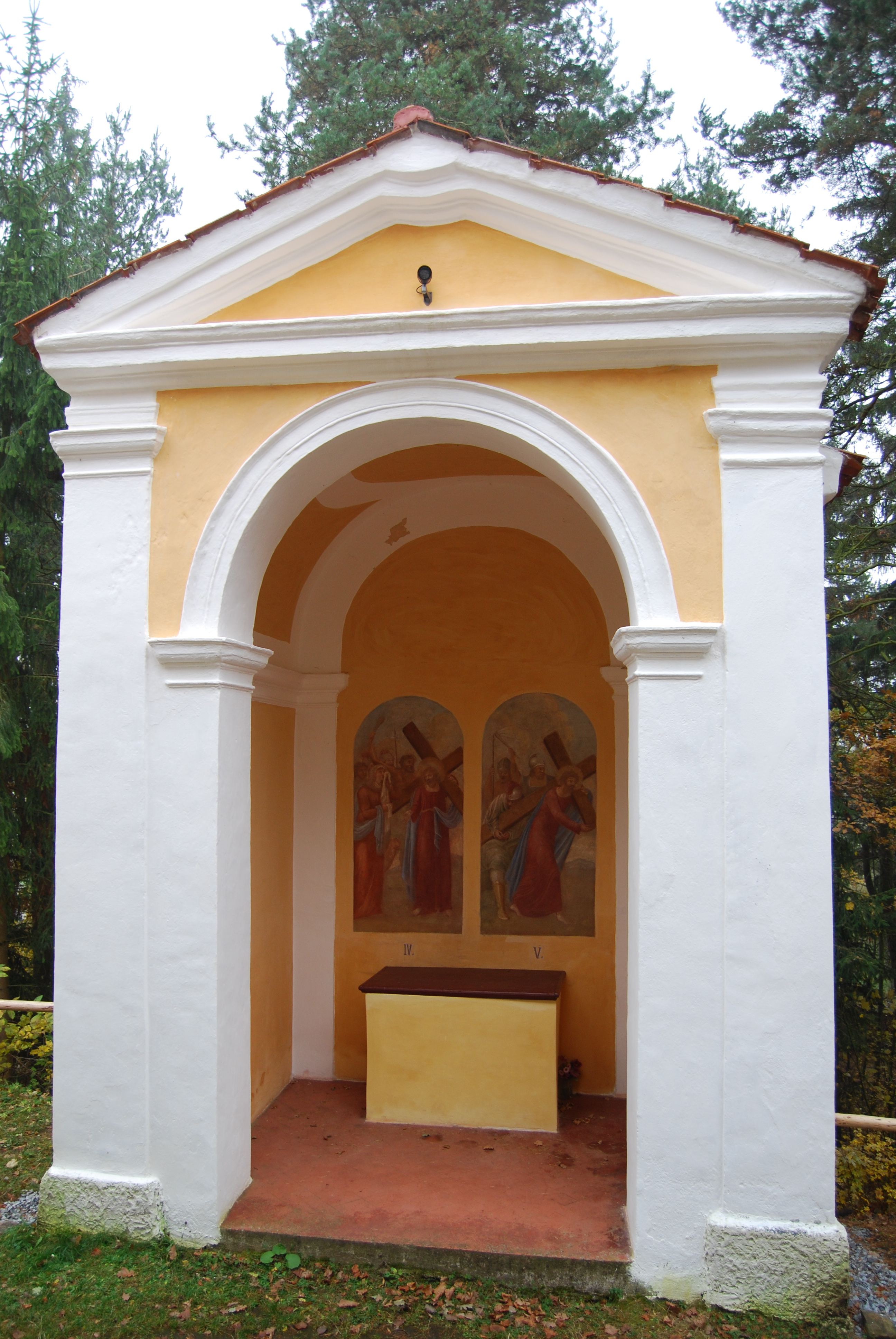
Třetí ze čtyř menších kaplí na Kalvárii